# Gerhard Riese
Gerhard Riese (* 11. April 1954 in Tröbitz) ist ein ehemaliger deutscher Badmintonspieler. Roland Riese ist sein Bruder. 

## Karriere
In seinem Geburtsort Tröbitz erlernte er das Badminton-Spiel in der BSG Aktivist Tröbitz. Für diesen Verein erkämpfte er auch alle seine sportlichen Erfolge. 
1966 konnte er seine erste Medaille bei DDR-Meisterschaften erkämpfen. Gemeinsam mit Klaus Skobowsky gewann er bei den jüngsten Badmintontalenten den DDR-Meistertitel im Jungendoppel. Zwei Jahre später drang er bis in das Finale des Einzels vor, wo er jedoch Wolfram Schröter von Empor Eichwalde unterlag. In der Saison 1972/1973 gelang ihm der ganz große Wurf. Er konnte sich in das Oberliga-Team des damaligen Rekordmeisters Fortschritt Tröbitz vorkämpfen. Jedoch reichte es für den erfolgsverwöhnten Verein wie im Jahr davor wieder nur zu Silber  in der DDR-Mannschaftsmeisterschaft. In der Folgezeit hatte es Gerhard Riese schwer, sich gegen die nachdrängenden Tröbitzer Talente wie Klaus-Peter Färber und Werner Michael sowie die Neuverpflichtungen wie Harald Richter durchzusetzen und kam nur noch zu Einsätzen in der Tröbitzer Reserve in der DDR-Liga.
Gerhard Riese lebt heute in Schönborn.

## Sportliche Erfolge
| Veranstaltung                 | Saison    | Disziplin    | Platz | Name |
| ----------------------------- | --------- | ------------ | ----- | --- |
| DDR-Bestenermittlung AK 10/11 | 1965/1966 | Herrendoppel | 1     | Gerhard Riese / Klaus Skobowsky (Aktivist Tröbitz) |
| DDR-Bestenermittlung AK 12/13 | 1967/1968 | Herreneinzel | 2     | Gerhard Riese (Aktivist Tröbitz) |
| DDR-Mannschaftsmeisterschaft  | 1972/1973 | Mannschaft   | 2     | Fortschritt Tröbitz (Gottfried Seemann, Gerhard Riese, Joachim Schimpke, Claus Cassens, Klaus-Peter Färber, Roland Riese, Klaus Katzor, Monika Thiere, Angelika Seifert, Rita Gerschner) |